# Velpke
Velpke ist eine Gemeinde im Landkreis Helmstedt in Niedersachsen (Deutschland). Die Gemeinde Velpke ist Mitgliedsgemeinde und Sitz der Samtgemeinde Velpke.

## Geografie

### Geografische Lage
Velpke liegt zwischen den Naturparks Elm-Lappwald und Drömling und etwa zehn Kilometer östlich der Stadt Wolfsburg.

### Gemeindegliederung
Die Ortsteile der Gemeinde sind:
- Velpke
- Meinkot
- Wahrstedt (mit Büstedt)

## Geschichte
Im Jahre 1160 war die erste urkundliche Erwähnung der Gemeinde als Vilebeke. Über Velpke verlief im 18. und 19. Jahrhundert eine Postroute. Zur Entwicklung des Postwesens siehe: Postroute Braunschweig–Calvörde.
Vom 1. Mai bis zum 14. Dezember 1944 wurde in einem Steinbruch, den sogenannten Wetzsteinkuhlen, mit der Ausländerkinder-Pflegestätte Velpke ein Sterbelager für Kinder ausländischer Zwangsarbeiter betrieben. Insgesamt wurden hier 102 Kinder untergebracht. Die Verantwortlichen in den NSDAP-Gremien hatten nicht eindeutig geklärt, ob sie die Kinder überleben lassen wollten.  Es wurde der Schein tatsächlicher Säuglingspflegeheime erweckt, und andererseits der unausgesprochene Zweck erfüllt, die unerwünschten Kinder rasch sterben zu lassen.
1979 wurde das neue Rathaus eröffnet.

### Eingemeindungen
Am 1. Juli 1972 wurden die Gemeinden Meinkot und Wahrstedt eingegliedert.

## Politik

### Rat
Der Rat ist die kommunale Volksvertretung der Gemeinde Velpke. Über die Vergabe der 15 Sitze entscheiden die Bürger alle fünf Jahre in allgemeiner, unmittelbarer, freier, gleicher und geheimer Wahl.
Aus dem Ergebnis der Kommunalwahl 2021 ergab sich folgende Sitzverteilung:
| Rat 2021Insgesamt 15 Sitze - SPD: 8 - CDU: 7 | Ratswahl 2021Wahlbeteiligung: 58,18 % 6050403020100 56,47 (+2,59)43,53 (+4,59)n. k. (−7,18) SPDCDUGrüne20162021 |

### Bürgermeister
Seit dem 10. Dezember 2015 ist Mark Kreutzberg (SPD) ehrenamtlicher Bürgermeister.

## Kultur und Sehenswürdigkeiten

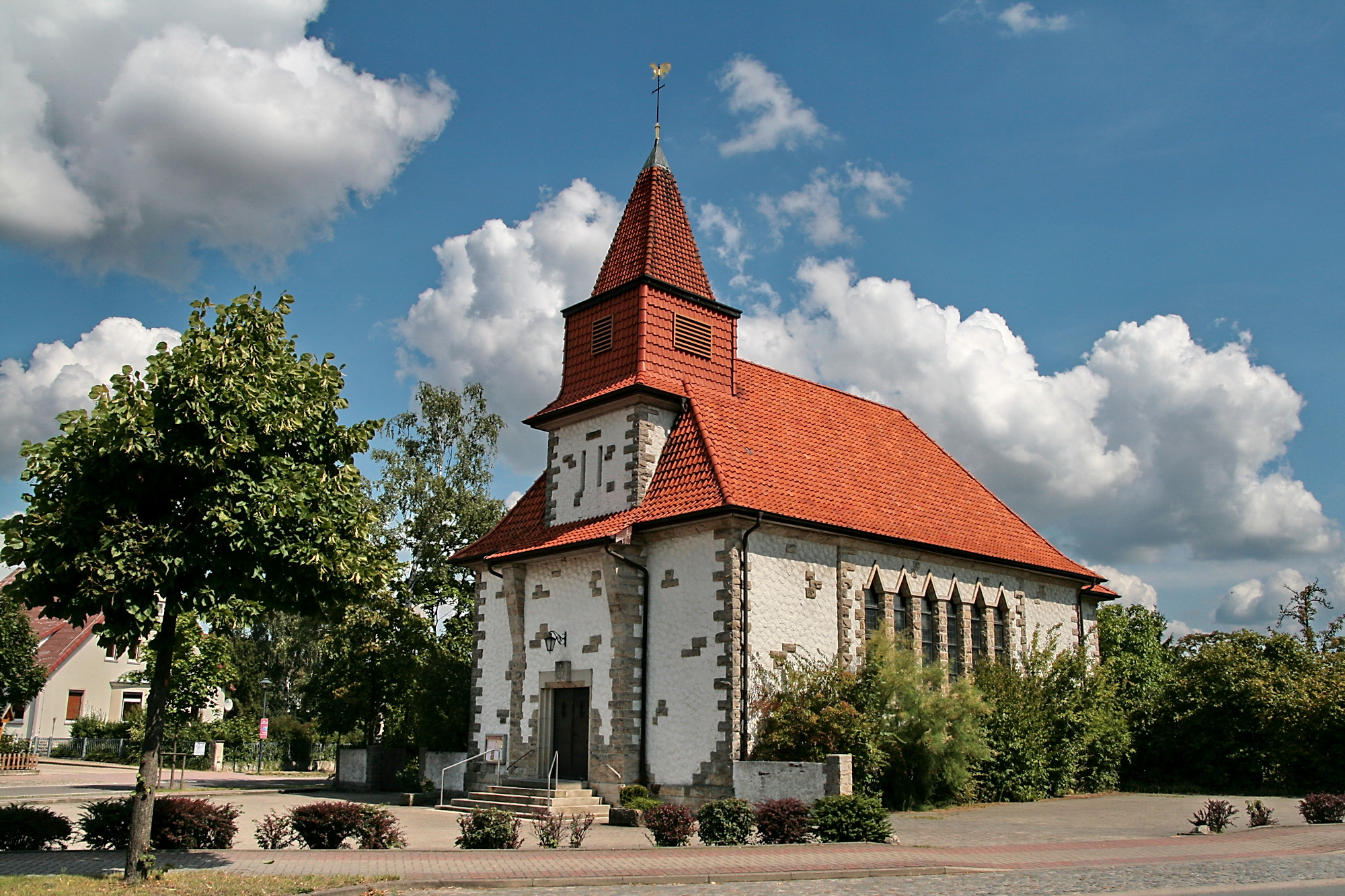
St.-Marien-Kirche in Velpke

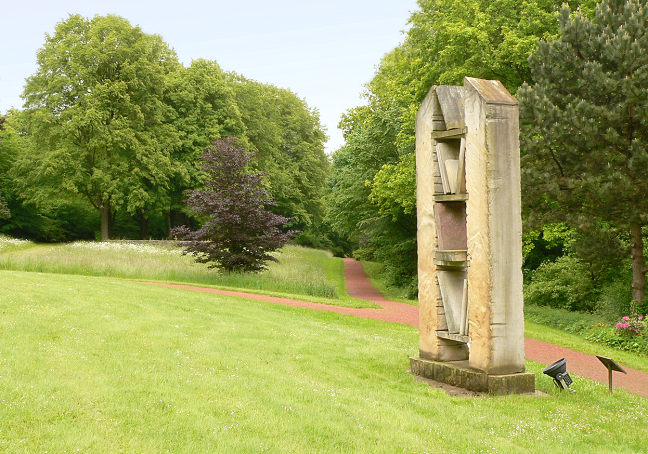
Bildwerk von Paul Justus Lück, entstanden in einem Bildhauersymposion in Velpke, im Theaterpark von Bad Helmstedt

### Kirchen
Die evangelisch-lutherische Kirche St. Andreas befindet sich am Marktplatz. Ihre Kirchengemeinde gehört zur Propstei Vorsfelde. In den Ortsteilen Meinkot und Wahrstedt befinden sich die evangelisch-lutherischen Kirchen St. Laurentius und St. Petri.
Die katholische Kirche Unbefleckte Empfängnis Mariä, umgangssprachlich auch kurz St. Marien genannt, wurde 1927–1929 an der Oebisfelder Straße erbaut. Heute gehört die Kirche zur Pfarrgemeinde St. Michael in Wolfsburg.

### Naturdenkmäler
In der Velpker Schweiz, einem Gebiet mit zahlreichen mit Wasser vollgelaufenen Steinbrüchen, befinden sich Spuren der Erdgeschichte. Auf einem Plateau von Rhät-Sandsteinen sind tiefe Riefen zu sehen, bei denen es sich um Gletscherschrammen handelt.

### Bildhauersymposien
In den 1980er Jahren und 1996 und 1998 fanden in den Velpker Steinbrüchen Bildhauersymposien unter Beteiligung international anerkannter Bildhauer statt. In den drei Wochen dauernden Symposien entstanden Kunstwerke aus Velpker Sandstein. Die Symposien veranstaltete der Kunstverein Velpke in Zusammenarbeit mit der Steinmetzfirma C. Körner Natursteinwerk GmbH Velpke. Einige der steinernen Kunstwerke sind in Velpke und im Theaterpark in Bad Helmstedt-Brunnental ausgestellt.

### Mahnmal Ausländerkinder-Pflegestätte
Auf dem Velpker Friedhof sind 76 polnische und 15 sowjetische Kinder beerdigt. Die Kinder von Zwangsarbeiterinnen waren in der Ausländerkinder-Pflegestätte Velpke untergebracht. Zur Erinnerung wurde auf dem Friedhof von Velpke am Ort der Kindergräber ein Mahnmal mit Bronzetafeln angebracht.

### Sport
Der Velpker Sportverein von 1928 e. V. ist mit fast 1000 Mitgliedern und 13 Sparten der größte Sportverein der Samtgemeinde.

## Wirtschaft und Infrastruktur

### Velpker Sandstein
Von großer Bedeutung für den Ort waren die nahegelegenen Steinbrüche des Velpker Sandsteins. Die Steinbrüche wurden bereits im Jahre 1630 vom Steinmetzmeister Michael Körner gegründet. Die Steinmetzbetriebe dominierten den Ort und 1930 wurden in drei Betrieben 1000 Steinmetzen und Steinhauer gezählt. Heute sind keine Steinbruchbetriebe mehr in Betrieb und die Steinbrüche zwischen Danndorf und Velpke sind geflutet.

### Tourismus
Durch die Velpker Schweiz führt ein Erlebnispfad des Geoparks des Freilicht- und Erlebnismuseums Ostfalen (FEMO).

### Verkehr
Velpke liegt an der Bundesstraße 244, die von Helmstedt nach Wittingen führt.
Von 1902 bis 1975 bestand Bahnanschluss durch die Bahnstrecke Schandelah–Oebisfelde.

## Persönlichkeiten
- Karl Körner (1838–1907), Architekt und Hochschullehrer
- Wolfgang Boeck (1902–1986), Landwirt und Politiker
- Kim Rebecca Richert (* 1997), Radioökologin[11]